# Joseph De Neckere
Joseph Ghislain De Neckere, ook De Neckere - De Coninck, (Roeselare, 11 maart 1801 - Ieper, 21 september 1854) was een Belgisch senator en burgemeester.

## Levensloop
De Neckere was een zoon van Pierre-François De Neckere, die in de Franse tijd maire was van Roeselare en lid van de Conseil général van het Leiedepartement.
Joseph Ghislain trouwde met Clémence De Coninck (1802-1875). Hij was zeer waarschijnlijk arts van beroep.
Onder het Verenigd Koninkrijk der Nederlanden was hij schepen en weldra burgemeester van Zillebeke. In 1830 werd hij gemeenteraadslid van Ieper en werd er schepen.
In september 1836 werd hij verkozen tot provincieraadslid voor het kanton Mesen en in oktober tot bestendig afgevaardigde voor West-Vlaanderen. Hij verzaakte aan dit mandaat bij zijn aanstelling in 1842 als arrondissementscommissaris in Ieper.
In april 1846 werd hij verkozen tot katholiek senator voor het arrondissement Oostende-Veurne-Ieper. Het jaar daarop, in september 1847, werd hij afgezet als arrondissementscommissaris, door de liberale regering-Charles Rogier.
Het belette niet dat hij in 1848 werd verkozen tot senator voor het arrondissement Roeselare-Tielt en hij behield dit mandaat tot aan zijn dood. Zowel voor zijn eerste mandaat als voor zijn tweede volgde hij Eugène-Marie van Hoobrouck de Mooreghem op. 